# Franca Cavagnoli
Franca Cavagnoli (...) è una scrittrice e traduttrice italiana.

## Biografia
Franca Cavagnoli, scrittrice e traduttrice, ha pubblicato Una pioggia bruciante (Feltrinelli 2025, nuova edizione Universale Economica; originariamente pubblicato da Frassinelli nel 2000, Premio Città di Cuneo per il primo romanzo e finalista premio Bergamo), Nel rumore del fiume (Polidoro 2023), La bocca dell'Adda (Orecchio Acerbo 2022; finalista Premio Andersen 2023; Honour List Ibby Italia 2023; menzione speciale Premio Rodari 2022), Luminusa (Frassinelli 2015), Non si è seri a 17 anni (Frassinelli 2007, finalista Premio l'Inedito Maria Bellonci). Con Feltrinelli ha pubblicato La voce del testo. L’arte e il mestiere di tradurre (2012; Premio Lo straniero 2013) e, nella collana digitale Zoom Flash, Mbaqanga (2013) e Black (2014). Come anglista ha curato due antologie di narratori australiani: Il cielo a rovescio (Mondadori, 1998) e Cieli australi. Cent'anni di racconti dall'Australia (Mondadori, 2000), e l'edizione completa di Tutti i racconti di Katherine Mansfield (Mondadori, 2013). Ha tradotto e curato opere di John Maxwell Coetzee, Nadine Gordimer, Toni Morrison, Vidiadhar Surajprasad Naipaul, Jamaica Kincaid, David Malouf, William S. Burroughs, Mark Twain, James Joyce.  Suoi articoli sono apparsi su Linea d'ombra, Diario, Corriere della Sera, Il manifesto, Alias e L'Indice dei Libri del Mese. Nel 2010 ha vinto il premio Fedrigoni – Giornate della traduzione letteraria. Nel 2011 ha ricevuto il Premio Gregor von Rezzori per la sua nuova traduzione di Il grande Gatsby di Francis Scott Fitzgerald. Ha avuto il Premio nazionale per la traduzione del Ministero dei Beni Culturali, edizione 2014, e il Premio Pavese nel 2023. Insegna al Master in Editoria dell’Università degli Studi di Milano in collaborazione con la Fondazione Mondadori e l’Associazione Italiana Editori, e tiene corsi di traduzione letteraria presso la Scuola Holden e la Fondazione Unicampus San Pellegrino (FUSP).  
Per maggiori informazioni si veda http://www.francacavagnoli.com.  
Per una panoramica sui lavori di ricerca è disponibile anche la pagina personale su academia.edu.    

## Opere principali

### Narrativa
- Nel rumore del fiume, Napoli, Polidoro 2023, ISBN 9788885737730
- La bocca dell'Adda, Roma, Orecchio Acerbo 2022, ISBN 9788832070927 (finalista Premio Andersen 2023; Honour List Ibby Italia 2023; menzione speciale Premio Rodari 2022)
- Luminusa, Milano, Frassinelli 2015, ISBN 978-88-88320-79-3
- Non si è seri a 17 anni, Milano, Frassinelli 2007, ISBN 978-88-76849-77-0
- Una pioggia bruciante, Milano, Frassinelli 2000 (Premio Città di Cuneo per il primo romanzo; finalista Premio Bergamo),[2] ISBN 978-88-76846-09-0

Per maggiori informazioni si veda http://www.francacavagnoli.com/.

### Ebook
- Black ed. Feltrinelli 2014, ISBN 978-88-58853-64-1
- Mbaqanga, Milano, Feltrinelli 2013[3]

### Saggistica
- Il proprio e l'estraneo nella traduzione letteraria di lingua inglese, Monza, Polimetrica 2010, ISBN 88-76991-89-1
- La voce del testo, Milano, Feltrinelli 2012, seconda edizione 2019;  Premio Lo Straniero, ISBN 978-88-07723-21-6[4]
- La traduzione letteraria anglofona, Hoepli 2017, ISBN 9788820379742